# Боб Кромтън
Робърт „Боб“ Кромтън (на английски: Robert „Bob“ Crompton, роден на 26 септември 1879 г. в Блекбърн, Англия, починал на 16 март 1941 г. в Блекбърн, е бивш английски футболист, защитник. В кариерата си играе само за Блекбърн Роувърс, с който печели две шампионски титли като капитан. Като треньор на същия отбор печели една титла на Втора английска дивизия и една ФА Къп. Капитан на националния отбор на Англия в 22 мача. Член на Английската футболна зала на славата.

## Клубна кариера
На седемнадесетгодишна възраст Кромтън се присъединява към Блекбърн. По това време тимът изпитва затруднения в първенството и по-често се бори да не изпадне, отколкото за челно място в класирането. Кромтън се откроява над всички играчи със своите тактически познания, лидерски качества и снажното си телосложение, благодарение на което почти не губи борба за висока топка и още на 21 години получава капитанската лента. Постепенно Блекбърн се превръща в един от водещите отбори в лигата през първите три десетилетия на 20 век. С Кромтън като капитан клубът печели първата си шампионска титла през 1912 г., както и втора две години по-късно. По време на Първата световна война официалното първенство е заменено от неофициалната военна лига, в която някои от отборите поради липса на достатъчно футболисти (защото много от тях са се записали в армията) използват гостуващи играчи. Така Кромптън играе за Блекпул през сезон 1915/1916 и дори е капитан на отбора.

## Кариера в националния отбор
На 3 март 1902 г. дебютира за националния отбор срещу националния отбор на Уелс. През месец април 1909 г. изиграва своя 24-ти мач за Англия, с който подобрява рекорда за най-много мачове на Стив Блумър. Изиграва общо 41 мача, като този рекорд е подобрен от Били Райт чак 43 години по-късно.

## Треньорска кариера
През 1926 г. Кромтън поема Блекбърн като старши треньор. През 1928 г. извежда отбора до триумф в турнира за ФА Къп, като на финала побеждава Хъдърсфийлд Таун с 3:1. По-късно за кратко е треньор на Борнмът, където не постига значими успехи. През 1938 г. отново застава начело на Блекбърн. Получава сърдечен удар по време на мач срещу Бърнли през 1941 г. и почива по-късно същата вечер.

## Успехи
Като футболист
 Блекбърн Роувърс
- Първа английска дивизия:
  - Шампион (2): 1912, 1914
- Къмюнити Шийлд
  - Носител (1): 1912

Като треньор
 Блекбърн Роувърс
- Втора английска дивизия:
  - Шампион (1): 1939
- ФА Къп:
  - Носител (1): 1928

Индивидуални отличия
- Член на Английската футболна зала на славата: 2015